# Ngwokwong
Ngwokwong est un village du Cameroun situé dans l’arrondissement (commune) de Mbengwi, dans le département de Momo et dans la Région du Nord-Ouest.

## Localisation
Le village de Ngwokwong est localisé à 5° 58' 29 N et 9° 54' 43 E. Il se situe à environ 26 km de distance de Bamenda, le chef-lieu de la Région du Nord-Ouest et à environ 294 km de distance de Yaoundé, la capitale du Cameroun.

## Population
Lors du recensement de 2005, on a dénombré 952 habitants à Ngwokwong, dont 492 hommes et 460 femmes.
Une étude locale de 2011 a évalué la population à 1 185 personnes.